# Tritriacontane
Le tritriacontane est un hydrocarbure linéaire de la famille des alcanes de formule brute C33H68.